# Fernanda Scovenna
Fernanda Scovenna (* als Fernanda Roveta am 19. Oktober 1988 in San Antonio de Padua) ist eine argentinisch-deutsche Handballspielerin und Handballtrainerin. Von 2008 bis 2014 war sie Mitglied der argentinischen Nationalmannschaft und versäumte in dieser Zeit nur eines von sieben möglichen Turnieren. Unter anderem mit ihrer Person ist der stetige Aufstieg der argentinischen Beachhandball-Nationalmannschaft in diesem Zeitraum verbunden. Nach ihrem Wechsel nach Deutschland setzte sie ihre aktive Karriere dort fort und begann parallel Trainerin im Beachhandball zu werden. Mittlerweile ist sie Trainerin der deutschen U-16-Nationalmannschaft.

## Persönliches
Scovenna studierte Biochemie an der Universidad de Buenos Aires. Gemeinsam mit ihrem Ehemann, dem früheren argentinischen Nationalspieler Sebastian Scovenna und Adrian Pisani, einem früheren argentinischen Handballspieler, führt sie in München eine Eisdiele. Seit 2021 besitzt Scovenna die deutsche Staatsbürgerschaft.

## Hallenhandball
Scovenna spielt auf der Position der Rechtsaußenspielerin. Sie spielte in Argentinien für den Spitzenverein CA Vélez Sarsfield, zunächst im Nachwuchsbereich, dann in der höchsten Spielklasse. Von dort wechselte sie 2015 zunächst nach Italien zum Erstligisten (Serie A1) Futura Roma, 2016 zum Bayernligisten TSV Ismaning.
2015 wurde sie für Vorbereitungsspiele auf die Weltmeisterschaften 2015 zur argentinischen Nationalmannschaft eingeladen, später noch einmal zu einem Vorbereitungsturnier in Brasilien.

## Beachhandball
Nach einem ersten Versuch bei den ersten Pan-Amerikanische Meisterschaften 2004 dauerte es bis 2008, dass Argentinien mit Nachdruck am Aufbau einer Beachhandball-Nationalmannschaft arbeitete. Zur ersten Generation dieser Spielerinnen gehörte neben Spielerinnen wie Celeste Meccia, Ivana Eliges, Florencia Ibarra, Florencia Iglesias und Valeria Miranda auch Scovenna.
Nach einem ersten gemischten Turnier mit Nationalmannschaften und Vereinen in Rawson, das Argentinien auf dem letzten Rang beendete, folgten die Panamerika-Meisterschaften 2008, wo Argentinien als viertplatzierte Mannschaft noch knapp eine Medaille verpasste. Diese gewann Scovenna schließlich im Jahr darauf bei den Südamerikanischen Beach Games 2009 mit der Bronzemedaille. Nächstes Turnier waren erneut die South-American Beach Games 2011, das einzige Turnier ihrer Nationalmannschaftszeit, das Scovenna nicht bestritt. Bei den Panamerika-Meisterschaften 2012 konnte Scovenna mit der Bronzemedaille ihre zweite internationale Medaille gewinnen. 2014 wurde ein besonders aktives Jahr. Zunächst gewann sie bei den Panamerika-Meisterschaften ihre dritte internationale Bronzemedaille und qualifizierte sich mit ihrer Mannschaft damit auch erstmals für eine Weltmeisterschaft. Im weiteren Jahresverlauf standen aber zunächst die South-American Beach Games an, wo die argentinische Mannschaft das erste Mal ein Finale erreichte und sich in Vargas nur noch den Gastgebern aus Venezuela geschlagen geben musste. Weniger erfolgreich verliefen die ersten Weltmeisterschaften in Recife im Nachbarland Brasilien. Argentinien belegte den elften und damit vorletzten Platz, konnte einzig Australien hinter sich lassen. Nach 2014 spielte Scovenna nicht mehr in der argentinischen Nationalmannschaft.
Nach dem Wechsel nach Deutschland spielte Scovenna für die Brüder Ismaning, mit denen sie 2017 den Titel bei den Deutschen Meisterschaften gewann. Beim EHF Beach Handball Champions Cup 2017 auf Gran Canaria wurde sie mit den „Brüdern“ Vierte.
Als Trainerin war Scovenna zunächst bei Brüder Ismaning aktiv und arbeitete am Beachhandball-Landesstützpunkt in Ismaning. 2019 wurde sie Assistentin von Alexander Novakovic als Nationaltrainer der Deutschen Nachwuchs-Nationalmannschaft, ab 2020 von Frowin Fasold – seit 2022 des jeweils älteren Nachwuchs-Jahrgangs. Zudem wurde sie 2022 Trainerin des jüngeren Nachwuchs-Jahrgangs. 2018 und 2019 gewann sie mit den Mannschaften die Bronzemedaillen bei den Junioren-Europameisterschaften. Bei der IHF Global Trophy 2022 in Danzig war sie Co-Trainerin Novakovics. Daneben ist sie Referentin für Beachhandball des Bayerischen Handballverbandes und betreut die Nachwuchs-Auswahl Bayerns.

## Erfolge
| Weltmeisterschaften - 2014: 11. Südamerikanische Beach Games - 2009: 3. - 2014: 2. | Pan-Amerikanische Meisterschaften - 2008: 4. - 2012: 3. - 2014: 3. |